# Davidstad
Davidstad eller Taavetti (finska: Taavetti) är en tätort och centralort i Luumäki kommun i landskapet Södra Karelen i Finland. Vid tätortsavgränsningen den 31 december 2021 hade Davidstad 2 012 invånare och omfattade en landareal av 5,75 kvadratkilometer.